# Sun Zi (matemàtic)
|  | Aquest article tracta sobre el matemàtic. Vegeu-ne altres significats a «Sun Zi». |

Sun Zi (xinès tradicional: 孫子)  (Xina, c. 400 - c. 460) (o Sun Tzu) va ser un matemàtic xinès del segle iv o segle v dC.
No es coneix res de la seva vida, fins al punt que, a vegades, se l'ha confós amb un altre personatge del mateix nom (Sunzi o mestre Sun), militar i autor de l'Art de la Guerra. Per indicis textuals i les referències internes, es pot datar la seva única obra entre els anys 280 i 473 dC i, molt probablement, entorn de l'any 400 dC.
Va escriure el tractat Sun Zi Suanjing (Manual de matemàtiques de Sun Zi), que el segle VII es va incloure entre els deu tractats (Suanjing shi shu) indispensables per a tot funcionari imperial. Es va publicar per primer cop l'any 1084, durant la dinastia Song del Nord. És el més antic text matemàtic xinès que, no solament explica el sistema numeral (decimal i posicional) tradicional de la Xina, sinó que, a més, explica les regles de la multiplicació i la divisió amb detall. També és la referència més antiga que tenim del teorema xinès del residu.